# Steinhuder Hecht

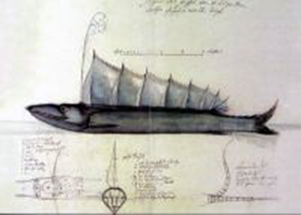
Esquema contemporáneo.

El Steinhuder Hecht ('Lucio de Steinhude') de 1772 está considerado el primer submarino construido en Alemania.

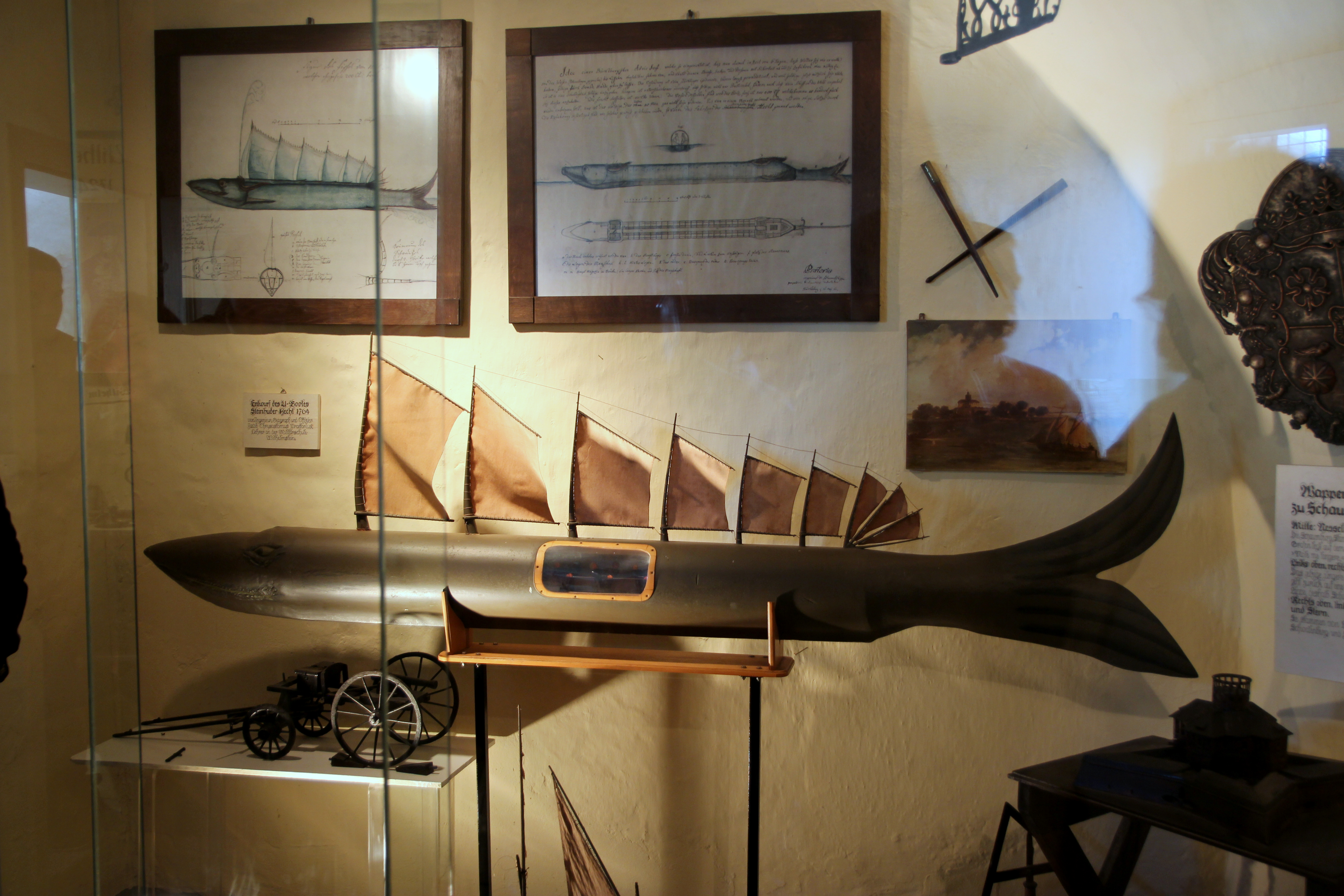
Modelo a escala en la fortaleza Wilhelmstein, un museo militar.

El ingeniero y oficial Jakob Chrysostomus Praetorius diseñó una dispositivo construido en madera de roble con forma de pez, velas y una cola móvil. Supuestamente, la idea fue presentada en 1762 al Conde de Schaumburg-Lippe. Tras un rechazo inicial fue construido en la isla fortaleza de Wilhelmstein en una versión reducida y se dice que estuvo sumergido en el lago Steinhuder Meer durante 12 minutos. Como la profundidad máxima del lago es de menos de 3 metros esta afrimación es un tanto dudosa. Según se cuenta el conde de Lippe deseaba navegar con él hasta Portugal. Pero su principal propósito militar era que en caso de asedio el submarino pudiera conectar la fortificación con los aliados del conde de Lippe, especialmente Gran Bretaña y Prusia
En la actualidad, un modelo a escala y los planos de construcción se exhiben en el museo militar de Wilhelmstein, una isla-fortaleza artificial que fue la base de operaciones del submarino 